# 夏威夷號核動力攻擊潛艇
夏威夷號核動力攻擊潛艇（SSN-776）是一艘維吉尼亞級核動力攻擊潛艦，是美國海軍第一艘以第50個州命名的現役軍艦。建造合同於1998年9月30日授予位於康乃狄克州格羅頓的通用動力電船，並於2004年8月27日安放龍骨。2006年6月17日，她由她的贊助人、夏威夷州州長琳達·林格爾 (Linda Lingle) 主持洗禮。通用動力電船於2006年12月22日提前將夏威夷號交付給美國海軍。